# Włośniczka szorstkozarodnikowa
'Włośniczka szorstkozarodnikowa (Scutellinia trechispora (Berk. & Broome) Lambotte) – gatunek grzybów z rodziny Pyronemataceae.

## Systematyka i nazewnictwo
Pozycja w klasyfikacji według Index Fungorum: Scutellinia, Pyronemataceae, Pezizales, Pezizomycetidae, Pezizomycetes, Pezizomycotina, Ascomycota, Fungi.
Po raz pierwszy opisali go w 1846 r. Miles Joseph Berkeley i Christopher Edmund Broome, nadając mu nazwę Peziza trechispora. Obecną nazwę nadał mu Jean Baptiste Émil Lambotte w 1887 r. Ma kilkanaście synonimów. Niektóre z nich:.
- Lachnea trechispora (Berk. & Broome) Gillet 1880
- Rubelia trechispora (Berk. & Broome) Nieuwl. 1916

Polska nazwa według M.A. Chmiel.

## Morfologia
Owocnik
Typu apotecjum bez trzonu, o średnicy 2–10 mm, krążkowate z wyraźnym, lekko wzniesionym brzegiem. Wewnętrzna powierzchnia hymenialna brązowawopomarańczowa do jaskrawoczerwonej, otoczona długimi, jednolicie ciemnobrązowymi włoskami. Na powierzchni zewnętrznej również są włoski, ale krótsze.
Cechy mikroskopowe
Włoski brzeżne o długości 500–2000 µm, średnicy 25–50 µm, przy podstawie zwykle rozwidlone, wieloprzegrodowe. Towarzyszą im skupiska tępych, jasnobrązowych, strzępek o długości około 100 µm, które tworzą podwyższony brzeg otaczający hymenium. Wstawki o średnicy 2,5–4 µm, nierozgałęzione, na wierzchołku rozszerzone do średnicy 6–10 µm, w stanie świeżym wypełnione pomarańczowymi pigmentami karotenoidowymi. Worki 8-zarodnikowe o wymiarach 250–300 × 19–25 µm, cylindryczne, stopniowo zwężające się do krótkiego trzonu, dość grubościenne, o zaokrąglonym, nie pogrubionym, amyloidalnym wierzchołku z operculum. Askospory o średnicy 14–17 µm, w jednym rzędzie, kuliste, szkliste, bezprzegrodowe, bardzo grubościenne, bez oddzielającej się warstwy peryspory, pokryte wyraźnymi, kolcami cylindrycznymi o kształcie od cylindrycznego do tępo stożkowatego, o wysokości 2–4 µm i szerokości około 2 µm, sporadycznie z kilkoma spiczastymi kolcami, bez galaretowatej otoczki i przydatków.

## Występowanie i siedlisko
Najwięcej stanowisk Scutellinia trechispora podano w Europie. Występuje tu na całym obszarze, z wyjątkiem Europy Południowo-wschodniej. Poza Europą podano występowanie tego gatunku w Ameryce Północnej i Azji. Występuje również w Polsce, a najbardziej aktualne stanowiska podaje internetowy atlas grzybów. Znajduje się w nim na liście gatunków zagrożonych i wartych objęcia ochroną.
Naziemny i nadrzewny grzyb saprotroficzny.